# Leptocharias
Leptocharias is een monotypisch geslacht van kraakbeenvissen uit de familie van de voeldraadhondshaaien (Leptochariidae).

## Soort
- Leptocharias smithii (Müller & Henle, 1839) – Voeldraadhondshaai